# Deutsches Nationalkomitee Biologie
Das Deutsche Nationalkomitee (DNK)  Biologie ist eine wissenschaftliche Nonprofit- und Nichtregierungsorganisation, die sich für deutsche Biologinnen und Biologen international einsetzt und in eine internationale Hierarchie eingebunden ist. Das DNK vertritt selbstlos die wissenschaftlichen und wissenschaftspolitischen Interessen zahlreicher biologischer Gesellschaften in den internationalen Gremien der International Union of Biological Sciences  (IUBS, Internationale Union der biologischen Gesellschaften) und der International Union of Microbiological Societies (IUMS, Internationale Vereinigung mikrobiologischer Gesellschaften). Das Komitee ist damit auch im Internationalen Wissenschaftsrat (ICSU, International Council of Scientific Unions) vertreten. Das DNK ging 2002 aus der Union Deutscher Biologischer Fachgesellschaften hervor.
Zu weiteren wissenschaftlichen Komitees siehe Nationalkomitee.

## Aufgaben und Ziele
Das Komitee hat drei Hauptaufgaben:
- Es schlägt der ICSU wissenschaftliche Programme vor, die es erarbeitet hat.
- Es informiert über Programme und Aktivitäten und vernetzt die ICSU, die IUBS und die IUMS mit den Deutschen Biologen, indem es den Informationsaustausch über seine Internetseiten fördert.
- Es nominiert Vertreter für die Programmgruppen und Leitungsgremien der ICSU, der IUBS und der IUMS und für deren wissenschaftliche Sektionen.

Es fördert Forschungsprogramme durch eigene nationale oder internationale Tagungen sowie programmbezogene Einrichtungen der Forschungsförderung. Das DNK unterstützt keine einzelnen Forschungsprojekte (das ist die Aufgabe zum Beispiel der Deutschen Forschungsgemeinschaft (DFG) oder des Bundesministeriums für Bildung und Forschung (BMBF) oder der Wissenschaftsministerien der Länder). So hat
beispielsweise das Deutsche Nationalkomitee Biologie angeregt, dass sich die IUBS bei dem Programm ABS (Access and Benefit Sharing) bei der Rio Convention on Biological Diversity engagiert.

## Organisation
Die Organe sind der Vorstand und die Mitgliederversammlung.

### Vorstand
Der Vorstand dführt die Beschlüsse der Mitgliederversammlung aus, vernetzt und informiert die Beteiligten. Er besteht aus dem Vorsitzenden, einem Stellvertreter und einem Schriftführer. Er wird in der Regel für zwei Jahre aus den Reihen der Mitgliederversammlung gewählt. Der Sprecher der Fachgesellschaften im Verband Biologie, Biowissenschaften und Biomedizin in Deutschland e.V. (VBIO) ist ebenfalls Mitglied des Vorstands.

### Amtierender Vorstand
seit März 2019:
- Vorsitzende: Karl-Josef Dietz[2]
- Stellvertreter: Felicitas Pfeifer
- Schriftführer: Marco Thines

### Mitgliederversammlung
Die Mitgliederversammlung beschließt über alle Aktivitäten sowie Angelegenheiten und wählt den Vorstand. Jede zum Komitee zählende Fachgesellschaft sendet einen ständigen Vertreter in die Mitgliederversammlung. Die Mandatsträger des ICSU, der IUBS und der IUMS sind ständige Gäste des Deutschen Nationalkomitees. Weitere Gäste können nach Bedarf zur Mitgliederversammlung eingeladen werden.

## Kooperationen
Das Komitee kooperiert eng mit dem Verband Biologie, Biowissenschaften und Biomedizin in Deutschland (VBIO): Das DNK ist kooperierendes Mitglied im VBIO.
Seit 2008 ist der DNK-Vorsitzende, Ralf Reski, Mitglied im Beirat des VBIO und berät in dieser Funktion den VBIO. Er fördert dort unter anderem die direkte und konkrete Verzahnung von Wissenschaft und Wirtschaft. Der Sprecher der Fachgesellschaften des VBIO wiederum ist geborenes Mitglied des DNK-Vorstands. Seine Funktion im Komitee wird auf der Mitgliederversammlung beschlossen.

## Rechtsstellung und Finanzen
Das Komitee ist selbstlos tätig, verfolgt keine wirtschaftlichen Ziele und besitzt keine Finanzmittel. Von der Deutschen Forschungsgemeinschaft wird es finanziell unterstützt, indem die DFG beispielsweise die Reisekosten zur jährlichen Mitgliederversammlung trägt.

## Mitglieder
Dem Komitee gehören derzeit 42 Fachgesellschaften an (Stand Dezember 2008), die jeweils einen ständigen Vertreter in die Mitgliederversammlung senden:
- Arbeitsgemeinschaft für Reproduktionsbiologie des Menschen (AGRBM)
- Deutsche Botanische Gesellschaft (DBG)
- Deutsche Gesellschaft für allgemeine und angewandte Entomologie (DGaaE)
- Deutsche Gesellschaft für Biophysik (DGfB)
- Deutsche Gesellschaft für Endokrinologie (DGE)
- Deutsche Gesellschaft für Geschichte und Theorie der Biologie (DGGBT)
- Deutsche Gesellschaft für Humangenetik (GfH)
- Deutsche Gesellschaft für Immunologie (DGfI)
- Deutsche Gesellschaft für Limnologie (DGL)
- Deutsche Gesellschaft für Mykologie (DGfM)
- Deutsche Gesellschaft für Neurogenetik (DGNG)
- Deutsche Gesellschaft für Parasitologie (DGP)
- Deutsche Gesellschaft für Proteomforschung (DGPF)
- Deutsche Gesellschaft für Protozoologie (DGP)
- Deutsche Gesellschaft für Zellbiologie (DGZ)
- Deutsche Malakozoologische Gesellschaft (DMG)
- Deutsche Ornithologen-Gesellschaft (DO-G)
- Deutsche Physiologische Gesellschaft (DPhG)
- Deutsche Phytomedizinische Gesellschaft (DPG)
- Deutsche Zoologische Gesellschaft (DZG)
- Ethologische Gesellschaft
- Fachgemeinschaft Biotechnologie der DECHEMA
- Fachsektion Didaktik der Biologie im VBiO (FDdB)
- Gesellschaft für Anthropologie (GfA)
- Gesellschaft für Biochemie und Molekularbiologie (GBM)
- Gesellschaft für Biologische Systematik (GfBS)
- Gesellschaft für Entwicklungsbiologie (GfE)
- Gesellschaft für Genetik (GfG)
- Gesellschaft für Mineralstoffe und Spurenelemente (GMS)
- Gesellschaft für Pflanzenbiotechnologie (GfP)
- Gesellschaft für Pflanzenzüchtung (GPZ)
- Gesellschaft für Ökologie (GfÖ)
- Gesellschaft für Primatologie (GfP)
- Gesellschaft für Signaltransduktion (STS)
- Gesellschaft für Technische Biologie und Bionik (GTBB)
- Gesellschaft für Tropenökologie (GTÖ)
- Gesellschaft für Versuchstierkunde (GV-Solas)
- Gesellschaft für Virologie (GfV)
- Gesellschaft zur Förderung der biomedizinischen Forschung (GFBF)
- Neurowissenschaftliche Gesellschaft (NWG)
- Vereinigung für Allgemeine und Angewandte Mikrobiologie (VAAM)
- Vereinigung für Angewandte Botanik (VAB)

## Ehemalige Vorsitzende
- März 2008 – März 2012: Ralf Reski
- bis März 2008: Erwin Beck